# 10857 Blüthner
10857 Blüthner è un asteroide della fascia principale. Scoperto nel 1995, presenta un'orbita caratterizzata da un semiasse maggiore pari a 2,3835098 UA e da un'eccentricità di 0,1638202, inclinata di 2,54725° rispetto all'eclittica.